# Osric Chau

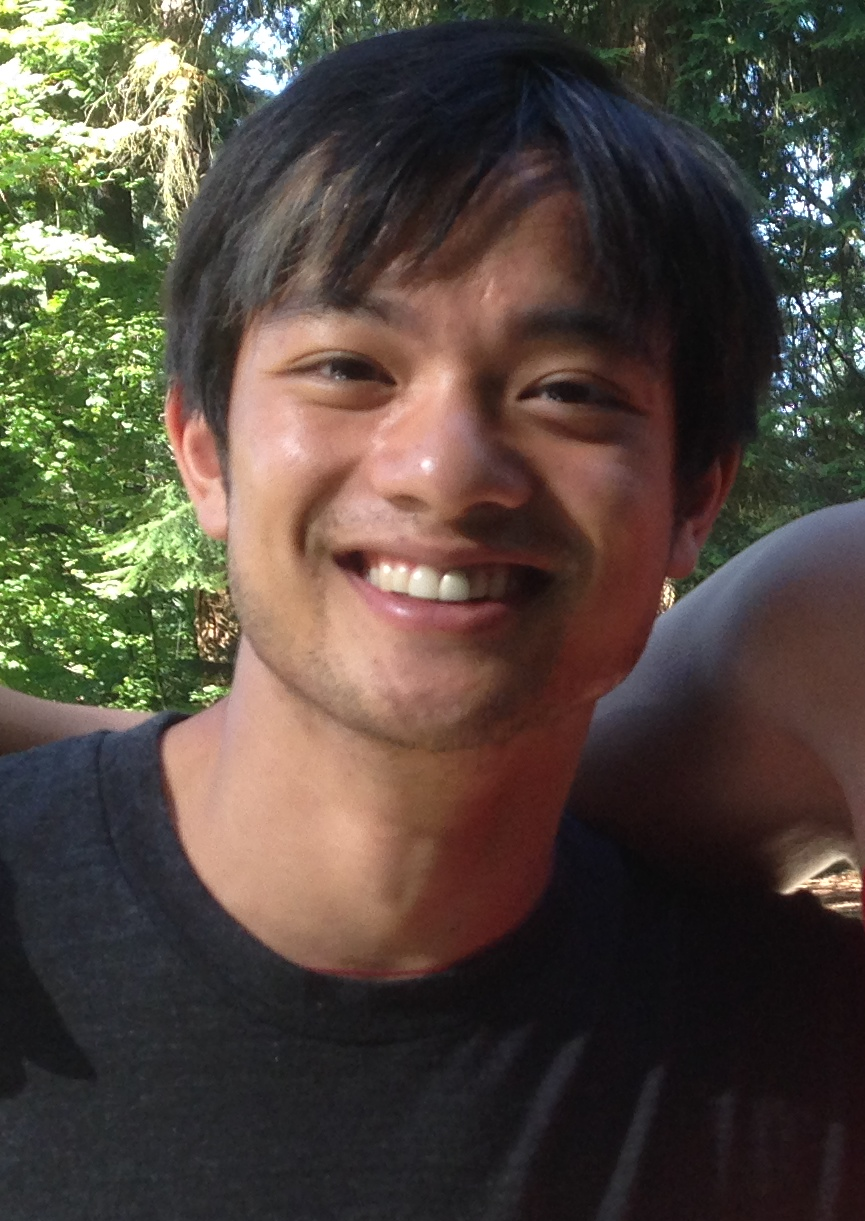
Osric Chau 2014

Osric Chau, född 20 juli 1986 i Vancouver i Kanada, är en kanadensisk skådespelare och stuntman. År 2000 tog han sin första martial arts-lektion, och blev karatetränare sedan han vunnit guldmedaljen i en tävling år 2001.
Som skådespelare har han medverkat i bland annat Cold Squad, Kung Fu Killer, The Troop, 2012, och den kinesiska version av Vad kvinnor vill ha. 
Han är främst känd som Kevin Tran i den amerikanska TV-serien Supernatural och som Jared Padaleckis karaktär Sam Winchester i Supernatural-parodin gjord av The Hillywood Show.

## Filmografi
| År      | Titel                                | Roll                                       | Anmärkningar                         |
| ------- | ------------------------------------ | ------------------------------------------ | ------------------------------------ |
| 2002    | Cold Squad                           | Vic Dnang                                  |                                      |
| 2007    | Dragon Boys                          | Teen                                       | TV-film                              |
| 2008    | Kung Fu Killer                       | Lan Hang                                   | TV-film                              |
| 2009    | The Troop                            | Hector                                     | Avsnittet "Forest Gump"              |
| 2009    | 2012                                 | Nima                                       |                                      |
| 2009    | The Tea Master                       | Stunts                                     | Kortfilm                             |
| 2010    | What Women Want                      | Chen Er Dong                               |                                      |
| 2011    | Best Player                          | Ash's buddy                                | TV-film                              |
| 2012    | Mister French Taste                  | Leon                                       | 7 avsnitt, författare till 1 avsnitt |
| 2012    | Fun Size                             | Peng                                       |                                      |
| 2012    | Must Come Down                       | Fight choreographer and executive producer | Kortfilm                             |
| 2012    | The Man with the Iron Fists          | Blacksmith's assistant                     |                                      |
| 2012    | Halo 4: Forward Unto Dawn            | J.J.                                       |                                      |
| 2012–16 | Supernatural                         | Kevin Tran, Advanced Placement             | 15 avsnitt, återkommande roll        |
| 2014    | The 100                              | Red Eyed Boy                               | Avsnittet "I Am Become Death"        |
| 2015    | Beyond Redemption                    | Rickson                                    |                                      |
| 2015    | Blood and Water                      | Charlie Xie                                |                                      |
| 2016    | Dirk Gentlys holistiska detektivbyrå | Rowdy 3                                    |                                      |